# Agnieszka Habsburżanka (zm. 1392)
Agnieszka Habsburżanka (ur. 1315/1321–1326 w Wiedniu, zm. 2 lutego 1392 Świdnicy) – żona Bolka II Małego, księżna świdnicko-jaworska, młodsza córka księcia Leopolda I z dynastii Habsburgów i Katarzyny Sabaudzkiej.
W 1338 r. (zapewne w czerwcu) Bolko II poślubił Agnieszkę w celu zwiększenia swojej międzynarodowej pozycji w rywalizacji z Luksemburgami. Małżeństwo było bezpotomne, jednak istnieje legenda mówiąca o tym, że ich syn Bolesław (Bolko) – został z zemsty zamordowany przez rycerza Lottara. Po śmierci Bolka II Małego w 1368 r. księstwo świdnicko-jaworskie dostało się w jej ręce jako oprawa wdowia. Rządziła nim ponad dwie dekady aż do śmierci w 1392 roku.
Agnieszka została pochowana w kościele franciszkańskim w Świdnicy.